# San Giovanni di Gerace
San Giovanni di Gerace är en ort och kommun i storstadsregionen Reggio Calabria, innan 2017 provinsen Reggio Calabria, i regionen Kalabrien i Italien. Kommunen hade 469 invånare (2017).